# La Ronde des prisonniers
La Ronde des prisonniers est un tableau réalisé par le peintre néerlandais Vincent van Gogh en 1890 au monastère Saint-Paul-de-Mausole, à Saint-Rémy-de-Provence, en France. Cette huile sur toile est une scène de genre représentant des prisonniers marchant en cercle dans une cour de prison. Elle est conservée au musée des Beaux-Arts Pouchkine, à Moscou, en Russie.
Il semble que ce tableau copie une gravure de Gustave Doré intitulée Newgate - exercise yard. Dans l’ouvrage London. A pilgrimage. Londres, 1872. D’après le catalogue d’exposition La constellation Gustave Doré, musée s de la ville de Strasbourg 2024 page 193. L’image est exactement la même.